# Mary-Ann Bäcksbacka
Mary-Ann Regina Bäcksbacka, född 27 februari 1944 i Pargas, är en finländsk kulturjournalist och författare.
Efter farmaceututbildning och statsvetenskapliga studier övergick Bäcksbacka 1980 till journalistiken, först som redaktör på Hufvudstadsbladet och från 1982 som kulturredaktör och ledarskribent på Västra Nyland. Hon har framför allt profilerat sig genom att bevaka nyutkommen finlandssvensk litteratur.
I sitt författarskap växlar Bäcksbacka mellan prosa och lyrik. Inte minst den psykologiska gestaltningen av arbetarbarnets bakgrund är central i hennes främsta verk, romanerna I morgon blir det ljusare (1985) och Virvelstorm (1989). Novellsamlingen Nästan som vanligt (1995) porträtterar individer i samhällets marginal.